# Містеріум. Темрява в пляшці
«Містеріум. Темрява в пляшці» (дан. Flaskepost fra P) — данський фільм 2016 року, режисера Ганса Петтера Моланда (норв. Hans Petter Moland). Фільм заснований на романі Юссі Адлер-Олсена. Це третій фільм із серії «Відділ Q». Перший фільм — «Містеріум. Початок» 2013 року, другий фільм — «Містеріум. Мисливці на фазанів» 2014 року.

## Сюжет
У департаменті поліції Копенгагена існує особливий відділ «Відділ Q», який був створений для впорядкування нерозкритих архівних справ. Детективи Карл Мерк та Асад ведуть загадкову справу, що почалася з кривавого повідомлення на аркуші паперу, яке хтось написав вісім років тому, помістив у пляшку і викинув у море.
Однак, як з'ясовується, воно й досі не втратило своєї значущості. Ці напівстерті букви — крик про допомогу маленької дитини. Карл та Асад переконуються, що знайдене послання пов'язане із цілою серією підозрілих зникнень дітей. У всіх випадках під удар попадали глибоко релігійні сім'ї, але батьки чомусь не зверталися до поліції.
 Детективи виходять на слід убивці-психопата та розкривають жахливу історію викрадених дітей, про зникнення яких ніхто не заявляв.

## У ролях
- Ніколай Лі Кос — Карл Мерк
- Фарес Фарес — Асад
- Йоханна Луїза Шмідт — Роуз
- Сьорен Пільмарк — Маркус Якобсен
- Пол Сверре Гаґен — Йоганнес
- Якоб Ульрік Ломанн — Еліас
- Аманда Коллін — Ракель
- Якоб Офтебро — Пасгорд